# スカイタワー西東京
スカイタワー西東京（スカイタワーにしとうきょう、英: SKYTOWER WEST TOKYO）は、東京都西東京市芝久保町五丁目にある、高さ195メートルの多目的電波塔。正式名称決定前の仮称およびタワーを運営する株式会社名は田無タワーであり、通称としても定着している。
1989年6月に完成。塔の高さ195メートルは完成当時、自立鉄塔として日本国内3番目の高さだった。2022年現在、日本国内での塔の高さとしては12位である。
株式会社田無タワーの設立当初は田無ファミリーグループ傘下であったが、2021年2月26日に東京都杉並区の住宅関連企業の株式会社小泉が筆頭株主となり、小泉グループ傘下となった。
隣接地にゴルフ練習場やパチンコ店などを運営する「田無ファミリーランド」があり、スカイタワー西東京を送信所とするコミュニティFMのFM西東京スタジオも田無ファミリーランド内にある。また、多摩六都科学館とも隣接している。

## 概要
本来は観光施設として計画されておらず、建築基準法における工作物として建築された。展望台の設置も検討されたが採算が取れそうにないことから見送られ、一般向けには開放されていない（過去には一般開放がされていたこともあり、事前に新聞等で告知が行われていた）。第1局舎の地下1階には一般の人々や企業も借りられる予約式の貸し会議室がある。隣接している第2局舎には田無タワーが運営する真空管オーディオ機器・無線機の販売店「FBサウンド田無」があり、来店の際は敷地入口のインターホンを使い、従業員を呼ぶ必要がある。

### 電波塔としての施設、特徴
電波塔の高さ115メートルほどの位置などに直径3メートルほどのパラボラアンテナなどが設置されている。1階の発電室には非常用発電機および無停電電源装置（CVCF）が設置されており、停電時でも電波が送出できるようになっている。無線機室には、当電波塔を利用する各社の無線機が設置されている。地下2階には運営会社「株式会社田無タワー」の事務室があり、職員が在中し、総合監視盤などで機器の監視を行っている。 
周囲に高層建築物のない立地から「見通し距離」も十分に確保されているため、移動系の基地局からマイクロ波固定局まで様々な用途での利用が可能となっており、UHF-VHF放送用アンテナ、パラボラアンテナ、コーリニアアンテナ、コーナーレフアンテナなどを設置できるように設計されている。また、デジタル方式のタクシー無線も運用されており、「東京第2集中基地局」として東京西部地区をカバーしている。
データ
- 地上高：195メートル
- 位置：北緯 35時44分6.41秒、東経 139時31分22.92秒
- 海抜：65メートル
- 設備：固定通信用アンテナ、携帯電話用アンテナ、移動体通信用アンテナ、無線呼出用アンテナ、コミュニティFM放送用アンテナ、キュービクル

建造の経緯
1980年代後半以降、通信の自由化が進められて無線通信の利用が活発化したにもかかわらず、必要不可欠なアンテナを建造するための空間が不足していた。特に首都圏では高層ビルが林立して電波が遮断されがちで、将来の通信状況が悪化することが懸念された。これを解決するために、田無ファミリーランドグループを中心に東京都および田無市（現：西東京市）の出資により、1987年に第三セクターの株式会社田無タワーが設立され、当電波塔が建造されることになった。田無は地盤が固いことから選定された。
1989年2月、郵政省（現：総務省）からマルチメディアタワー第1号認定を受けた。
1993年に多摩地域で開催されたイベント「TAMAらいふ21」開催中に運営していた臨時FM放送局「Egg STATION」（周波数：76.3 MHz、出力：300 W）の送信アンテナを設置していた。

### ライトアップ（天気予報など）
夜間はライトアップを行い、その色分けにより翌日の午前中の天気予報を示している。点灯時刻はおおむね日没前後になるように調整されており、冬期は17時、春期および秋期は18時、夏期は19時であることが多く、翌日0時に消灯される。
- 晴：紫色
- 曇：緑色
- 雨や雪：青色

下記のような特別な日には、翌日の天気と無関係にライトアップが行われることもある（以下日程は年によって異なる）。
- クリスマスシーズン（12月23日・24日・25日）:赤と緑のストライプ
- 正月（1月1日 - 1月3日）:ゴールド
- 乳がん月間（10月）：ピンク
- 世界糖尿病デー（11月14日）：青

近隣の多摩六都科学館で天体観測会が行われる日は一時的にライトアップを消灯することがあるほか、ライトダウンキャンペーンを実施する日等も一時的に消灯している。

天気予報以外の色で点灯する場合や、点灯時間の変更がある場合は、予めスカイタワー西東京のホームページやスカイタワー西東京の広報担当であるマスコットキャラクター「そらぽん」（2009年誕生）のTwitterで告知が行われる。

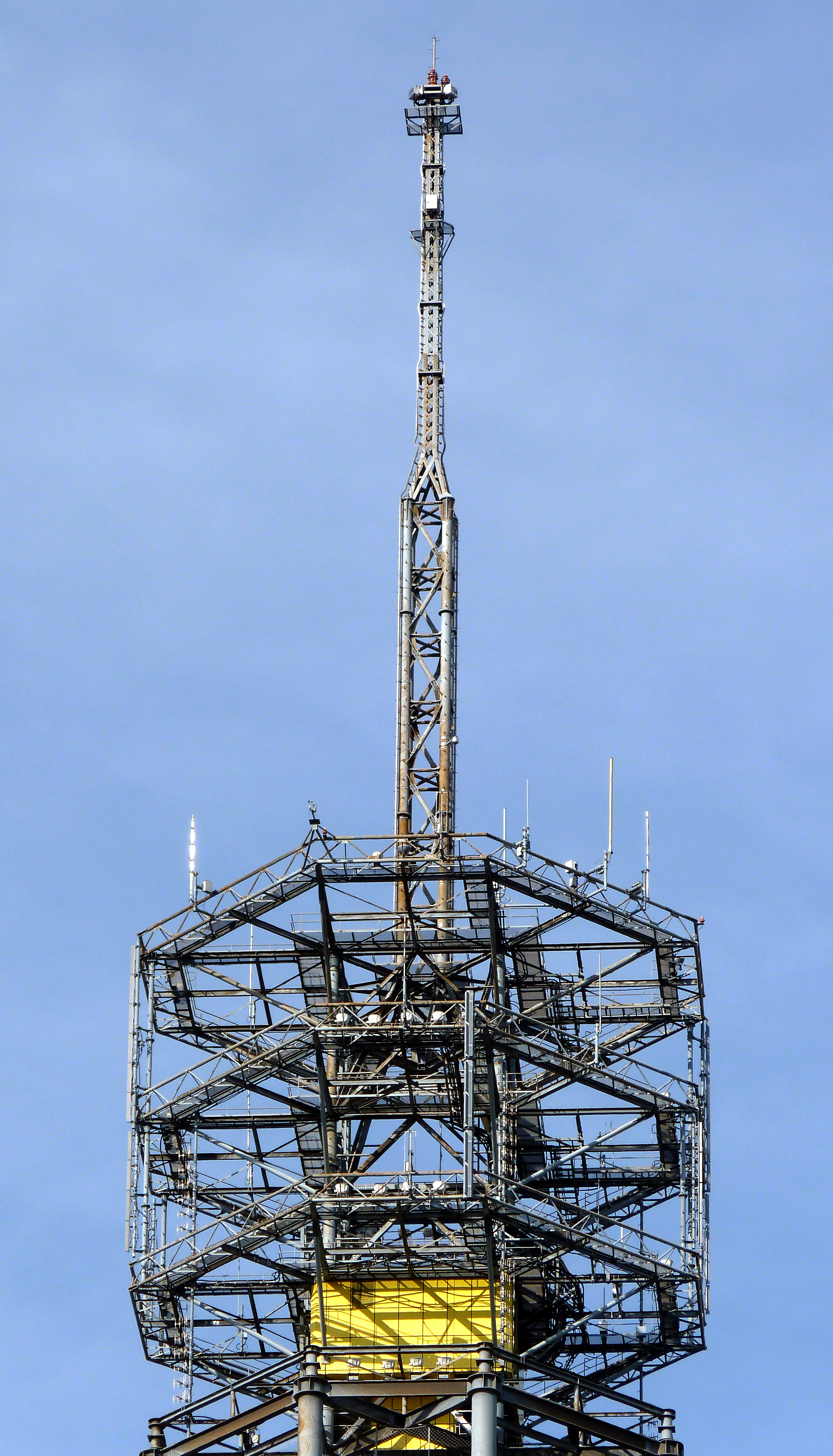
昼間のタワーの頂上部
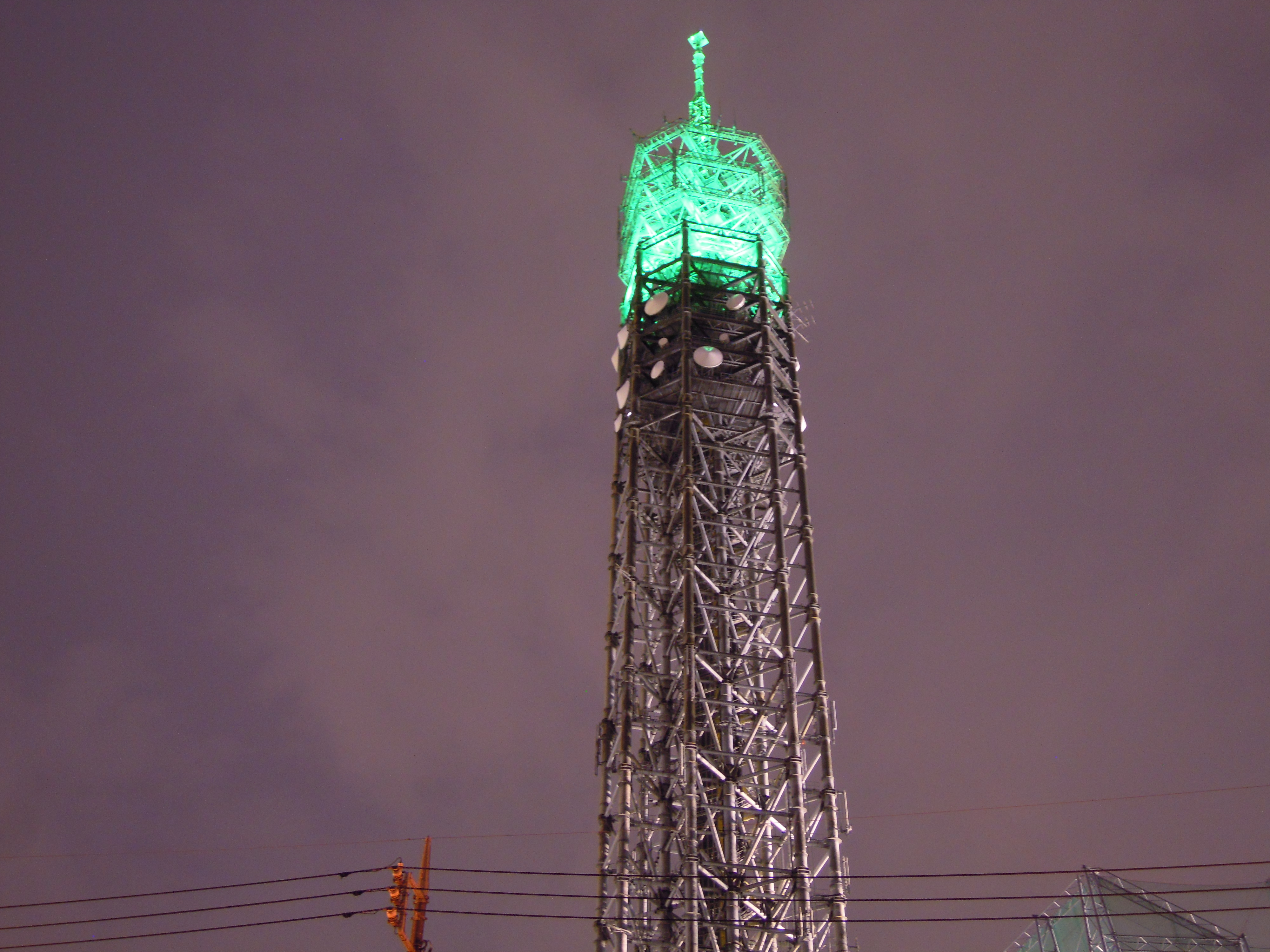
夜のライトアップ （緑色　→「翌日昼は曇り」）
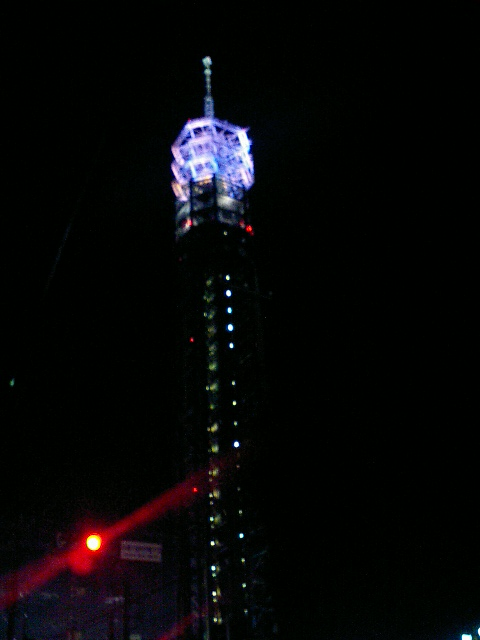
青色→「翌日昼は雨か雪」

## FM西東京送信施設詳細
| 放送局名 「愛称」           | コールサイン | 周波数   | 空中線電力 | ERP  | 放送対象地域           | 放送区域内世帯数 |
| エフエム西東京 「FM西東京」 | JOZZ3AU-FM   | 84.2 MHz | 20 W       | 59 W | 西東京市および周辺地域 | 約19万世帯       |

## スカイタワーが登場する主な作品・番組等

### アニメ
近隣にシンエイ動画等の大手アニメーション制作スタジオが多数存在する関係で、スカイタワーが登場するアニメ作品は多い。
- 『あたしンち』でマンションの背景に登場するタワーは、スカイタワー西東京がモデルとされる。
- 『ケロロ軍曹』に登場する西澤タワーは、同タワーがモデルとされる。
- 『クレヨンしんちゃん 伝説を呼ぶブリブリ 3分ポッキリ大進撃』に登場した。怪獣タ・ナシが、至近の東京都道5号新宿青梅線（新青梅街道）多摩六都科学館交差点に現れて暴れる背景に描かれている。
- 『河童のクゥと夏休み』は舞台がスカイタワーの近隣地区（東久留米市）という関係で、何度か背景として登場する。
- 『這いよれ! ニャル子さん』で、公園から見える塔のモデルとなっている。
- 『じょしらく』で、東京タワー、東京スカイツリーと対比して取り上げている。

### 漫画
- 『おのぼり物語』（カラスヤサトシ）に登場。作者本人が中に入ってみようとしてできなかったという話がある。
- 『ヨコハマ買い出し紀行』で、ココネがツーリングに出かけたとき「印象的な塔」として登場する。
- 『紫電改のマキ』で、石神女子高校の紫電改とダビンチ高校のマッキ M.33の空戦中に同タワーが登場する。

### 映画
- 『おのぼり物語』で主人公が住むアパートの近くにあり、引っ越し当初は東京タワーと勘違いをしていた。
- 『息衝く』

### テレビ番組
- 仮面ライダークウガ（テレビ朝日） - 「セントラルタワー」の名称で第21話より登場
- 仮面ライダーディケイド（テレビ朝日） - 16話・17話で登場
- 『大魔神カノン』のOPで画面に一瞬登場する。
- 空から日本を見てみよう（テレビ東京） - 2010年4月22日放送 「西武池袋線」の回
- タモリ倶楽部（テレビ朝日） - 2012年5月11日放送 「東京スカイツリーほど混んでない！ "スカイタワー西東京"観光ガイド」の回
- GTO (2012年のテレビドラマ)（フジテレビ） - 2012年7月10日放送 第2話
- 仮面ライダーフォーゼ（テレビ朝日）[7]
- 夜の巷を徘徊する（テレビ朝日） - 2016年9月23日放送「西東京市のラジオに出演する」の回

### 音楽
- 『西東京』（赤い公園） - 「田無タワー」として、雨天（青）・晴天（紫）のライトアップが歌われている。